# Europsko prvenstvo u plivanju 2008.
29. Europsko prvenstvo u plivanju 2008. održano je od 13. do 24. ožujka 2008. u nizozemskom gradu Eindhovenu.

## Pojedinačna natjecanja

### Slobodni stil

#### 50 m slobodno
| Mjesto | Država    | Plivač          | Vrijeme |
| ------ | --------- | --------------- | ------- |
| 1.     | Francuska | Alain Bernard   | 21.66   |
| 2.     | Hrvatska  | Duje Draganja   | 22,00   |
| 3.     | Švedska   | Stefan Nystrand | 22,16   |

| Mjesto | Država     | Plivačica           | Vrijeme |
| ------ | ---------- | ------------------- | ------- |
| 1.     | Nizozemska | Marleen Veldhuis    | 24,09   |
| 2.     | Nizozemska | Hinkelien Schreuder | 24,59   |
| 3.     | Švedska    | Therese Alshammar   | 24,71   |

#### 100 m slobodno
| Mjesto | Država    | Plivač          | Vrijeme |
| ------ | --------- | --------------- | ------- |
| 1.     | Francuska | Alain Bernard   | 47,50   |
| 2.     | Švedska   | Stefan Nystrand | 48,40   |
| 3.     | Italija   | Filippo Magnini | 48,53   |

| Mjesto | Država     | Plivačica           | Vrijeme (s) |
| ------ | ---------- | ------------------- | ----------- |
| 1.     | Nizozemska | Marleen Veldhuis    | 53,77       |
| 2.     | Finska     | Hanna-Maria Seppälä | 54,04       |
| 3.     | Nizozemska | Inge Dekker         | 54,12       |

#### 200 m slobodno
| Mjesto | Država    | Plivač                | Vrijeme (min) |
| ------ | --------- | --------------------- | ------------- |
| 1.     | Njemačka  | Paul Biedermann       | 1:46,59       |
| 2.     | Francuska | Amaury Leveaux        | 1:46,99       |
| 3.     | Italija   | Massimiliano Rosolino | 1:47,33       |

| Mjesto | Država    | Plivačica     | Vrijeme (min) |
| ------ | --------- | ------------- | ------------- |
| 1.     | Slovenija | Sara Isakovič | 1:57,45       |
| 2.     | Rumunjska | Camelia Potec | 1:57,47       |
| 3.     | Mađarska  | Agnes Mutina  | 1:58,06       |

#### 400 m slobodno
| Mjesto | Država  | Plivač                | Vrijeme |
| ------ | ------- | --------------------- | ------- |
| 1.     | Rusija  | Juri Prilukow         | 3:45,10 |
| 2.     | Italija | Massimiliano Rosolino | 3:45,19 |
| 3.     | Rusija  | Nikita Lobinzew       | 3:46,75 |

| Mjesto | Država    | Plivačica           | Vrijeme (min) |
| ------ | --------- | ------------------- | ------------- |
| 1.     | Italija   | Federica Pellegrini | 4:01,53       |
| 2.     | Francuska | Coralie Balmy       | 4:04,15       |
| 3.     | Rumunjska | Camelia Potec       | 4:05,62       |

#### 800 m slobodno
| Mjesto | Država    | Plivač          | Vrijeme (min) |
| ------ | --------- | --------------- | ------------- |
| 1.     | Mađarska  | Gergo Kis       | 7:51,94       |
| 2.     | Italija   | Samuel Pizzetti | 7:54,09       |
| 3.     | Rumunjska | Dragos Koman    | 7:54,37       |

| Mjesto | Država     | Plivačica               | Vrijeme (min) |
| ------ | ---------- | ----------------------- | ------------- |
| 1.     | Italija    | Alessia Filippi         | 8:23,50       |
| 2.     | Španjolska | Érika Villaécija García | 8:24,08       |
| 3.     | Rumunjska  | Camelia Potec           | 8:25,28       |

#### 1500 m slobodno
| Mjesto | Država                 | Plivač              | Vrijeme (min) |
| ------ | ---------------------- | ------------------- | ------------- |
| 1.     | Rusija                 | Juri Prilukow       | 14:50,40      |
| 2.     | Ujedinjeno Kraljevstvo | David Davies        | 14:54,28      |
| 3.     | Poljska                | Mateusz Sawrymowicz | 14:58,78      |

| Mjesto | Država     | Plivačica               | Vrijeme (min) |
| ------ | ---------- | ----------------------- | ------------- |
| 1.     | Švicarska  | Flavia Rigamonti        | 15:58,54      |
| 2.     | Španjolska | Érika Villaécija García | 16:02,08      |
| 3.     | Danska     | Lotte Friis             | 16:11,26      |

### Leđni stil

#### 50 m leđno
| Mjesto | Država    | Plivač                 | Vrijeme |
| ------ | --------- | ---------------------- | ------- |
| 1.     | Grčka     | Aristeidis Grigoriadis | 25,13   |
| 2.     | Švicarska | Flori Lang             | 25,18   |
| 3.     | Slovačka  | Luboš Križko           | 25,44   |

| Mjesto | Država     | Plivačica         | Vrijeme |
| ------ | ---------- | ----------------- | ------- |
| 1.     | Rusija     | Anastasia Zuewa   | 28,05   |
| 2.     | Španjolska | Nina Živanevskaja | 28,11   |
| 3.     | Hrvatska   | Sanja Jovanović   | 28,17   |

#### 100 m leđno
| Mjesto | Država   | Plivač                 | Vrijeme (s) |
| ------ | -------- | ---------------------- | ----------- |
| 1.     | Austrija | Markus Rogan           | 54,03       |
| 2.     | Grčka    | Aristeidis Grigoriadis | 54,27       |
| 3.     | Rusija   | Arkadi Wjatschanin     | 54,45       |

| Mjesto | Država     | Plivačica         | Vrijeme (min) |
| ------ | ---------- | ----------------- | ------------- |
| 1.     | Rusija     | Anastasia Zuewa   | 59,41         |
| 2.     | Francuska  | Laure Manaudou    | 1:00,05       |
| 3.     | Španjolska | Nina Živanevskaja | 1:00,29       |

#### 200 m leđno
| Mjesto | Država    | Plivač             | Vrijeme (min) |
| ------ | --------- | ------------------ | ------------- |
| 1.     | Austrija  | Markus Rogan       | 1:55,85       |
| 2.     | Rusija    | Arkadi Wjatschanin | 1:57,04       |
| 3.     | Rumunjska | Razvan Florea      | 1:57,53       |

| Mjesto | Država    | Plivačica        | Vrijeme (min) |
| ------ | --------- | ---------------- | ------------- |
| 1.     | Francuska | Laure Manaudou   | 2:07,99       |
| 2.     | Rusija    | Anastasia Zuewa  | 2:09,59       |
| 3.     | Mađarska  | Nikolett Szepesi | 2:09,90       |

### Prsni stil

#### 50 m prsno
| Mjesto | Država   | Plivač             | Vrijeme |
| ------ | -------- | ------------------ | ------- |
| 1.     | Ukrajina | Oleh Lissohor      | 27,43   |
| 2.     | Norveška | Alexander Dale Oen | 27,53   |
| 3.     | Italija  | Alessandro Terrin  | 27,64   |

| Mjesto | Država   | Plivačica      | Vrijeme |
| ------ | -------- | -------------- | ------- |
| 1.     | Njemačka | Janne Schäfer  | 31,08   |
| 2.     | Rusija   | Julia Jefimowa | 31,41   |
| 3.     | Austrija | Mirna Jukić    | 31,59   |

#### 100 m prsno
| Mjesto | Država    | Plivač             | Vrijeme (min) |
| ------ | --------- | ------------------ | ------------- |
| 1.     | Norveška  | Alexander Dale Oen | 59,76         |
| 2.     | Francuska | Hugues Duboscq     | 59,78         |
| 3.     | Ukrajina  | Oleg Lisogor       | 1:00,53       |

| Mjesto | Država   | Plivačica       | Vrijeme (min) |
| ------ | -------- | --------------- | ------------- |
| 1.     | Austrija | Mirna Jukić     | 1:08,18       |
| 2.     | Rusija   | Alena Alexejewa | 1:08,91       |
| 3.     | Švedska  | Joline Höstman  | 1:08,94       |

#### 200 m prsno
| Mjesto | Država    | Plivač             | Vrijeme (min) |
| ------ | --------- | ------------------ | ------------- |
| 1.     | Rusija    | Grigori Falko      | 2:09,64       |
| 2.     | Norveška  | Alexander Dale Oen | 2:09,74       |
| 3.     | Francuska | Hugues Duboscq     | 2:09,91       |

| Mjesto | Država   | Plivačica       | Vrijeme (min) |
| ------ | -------- | --------------- | ------------- |
| 1.     | Rusija   | Julia Jefimowa  | 2:24,09       |
| 2.     | Austrija | Mirna Jukić     | 2:24,58       |
| 3.     | Rusija   | Alena Alexejewa | 2:25,22       |

### Leptir stil

#### 50 m leptir
| Mjesto | Država     | Plivač             | Vrijeme |
| ------ | ---------- | ------------------ | ------- |
| 1.     | Srbija     | Milorad Čavić      | 23,11   |
| 2.     | Ukrajina   | Serhij Breus       | 23,48   |
| 3.     | Španjolska | Rafael Muñoz Pérez | 23,60   |

| Mjesto | Država      | Plivačica        | Vrijeme |
| ------ | ----------- | ---------------- | ------- |
| 1.     | Nizozemska  | Chantal Groot    | 26,03   |
| 2.     | Nizozemska  | Inge Dekker      | 26,30   |
| 3.     | Bjelorusija | Swetlana Kaklowa | 26,52   |

#### 100 m leptir
| Mjesto | Država     | Plivač               | Vrijeme (s) |
| ------ | ---------- | -------------------- | ----------- |
| 1.     | Rusija     | Jewgeni Korotyschkin | 51,89       |
| 2.     | Slovenija  | Peter Mankoč         | 52,07       |
| 3.     | Španjolska | Rafael Muñoz Pérez   | 52,09       |

| Mjesto | Država     | Plivačica      | Vrijeme (s) |
| ------ | ---------- | -------------- | ----------- |
| 1.     | Švedska    | Sarah Sjöström | 58,44       |
| 2.     | Nizozemska | Inge Dekker    | 58,50       |
| 3.     | Francuska  | Aurore Mongel  | 58,54       |

#### 200 m leptir
| Mjesto | Država  | Plivač             | Vrijeme (min) |
| ------ | ------- | ------------------ | ------------- |
| 1.     | Grčka   | Ioannis Drymonakos | 1:54,16       |
| 2.     | Poljska | Pawel Korzeniowski | 1:54,38       |
| 3.     | Rusija  | Nikolaj Skworzow   | 1:54,65       |

| Mjesto | Država     | Plivačica              | Vrijeme (min) |
| ------ | ---------- | ---------------------- | ------------- |
| 1.     | Francuska  | Aurore Mongel          | 2:06,58       |
| 2.     | Mađarska   | Emese Kovacs           | 2:06,71       |
| 3.     | Španjolska | Mireia Belmonte García | 2:09,32       |

### Mješovito

#### 200 m mješovito
| Mjesto | Država   | Plivač              | Vrijeme (min) |
| ------ | -------- | ------------------- | ------------- |
| 1.     | Mađarska | László Cseh         | 1:58,02       |
| 2.     | Austrija | Dinko Jukić         | 1:59,65       |
| 3.     | Litva    | Vytautas Janusaitis | 2:00,17       |

| Mjesto | Država     | Plivačica              | Vrijeme (min) |
| ------ | ---------- | ---------------------- | ------------- |
| 1.     | Španjolska | Mireia Belmonte García | 2:11,16       |
| 2.     | Mađarska   | Evelyn Verraszto       | 2:12,93       |
| 3.     | Francuska  | Camille Muffat         | 2:13,63       |

#### 400 m mješovito
| Mjesto | Država   | Plivač             | Vrijeme (min) |
| ------ | -------- | ------------------ | ------------- |
| 1.     | Mađarska | László Cseh        | 4:09,59       |
| 2.     | Grčka    | Ioannis Drymonakos | 4:14,72       |
| 3.     | Italija  | Luca Marin         | 4:16,69       |

| Mjesto | Država   | Plivačica       | Vrijeme (min) |
| ------ | -------- | --------------- | ------------- |
| 1.     | Italija  | Alessia Filippi | 4:36,68       |
| 2.     | Mađarska | Katinka Hosszu  | 4:37,43       |
| 3.     | Rusija   | Jana Martinowa  | 4:37,86       |

## Štafetna natjecanja

### 4x100 m slobodno
| Mjesto | Država     | Plivači                                                                     | Vrijeme (min) |
| ------ | ---------- | --------------------------------------------------------------------------- | ------------- |
| 1.     | Švedska    | Marcus Pihl, Stefan Nystrand, Petter Stymne, Jonas Persson                  | 3:15,41       |
| 2.     | Italija    | Massimiliano Rosolino, Alessandro Calvi, Christian Galenda, Filippo Magnini | 3:15,77       |
| 3.     | Nizozemska | Mitja Zastrow, Bas van Velthoven, Robert Lijesen, Pieter van den Hoogenband | 3:15,88       |

| Mjesto | Država     | Plivačice                                                                     | Vrijeme (min) |
| ------ | ---------- | ----------------------------------------------------------------------------- | ------------- |
| 1.     | Nizozemska | Inge Dekker, Ranomi Kromowidjojo, Femke Heemskerk, Marleen Veldhuis           | 3:33,62       |
| 2.     | Italija    | Erika Ferraioli, Federica Pellegrini, Maria Laura Simonetto, Christina Chiuso | 3:41,06       |
| 3.     | Švedska    | Claire Hedenskog, Josefin Lillhage, Ida Marko-Varga, Magdalena Kuras          | 3:41,28       |

### 4x200 m slobodno
| Mjesto | Država   | Plivači                                                                   | Vrijeme (min) |
| ------ | -------- | ------------------------------------------------------------------------- | ------------- |
| 1.     | Italija  | Emiliano Brembilla, Massimiliano Rosolino, Nicola Cassio, Filippo Magnini | 7:09,94       |
| 2.     | Rusija   | Nikita Lobinzew, Alexander Suchorukow, Andrei Lagunow, Juri Prilukow      | 7:11,70       |
| 3.     | Austrija | Dominik Koll, Markus Rogan, David Brandl, Dinko Jukić                     | 7:13,99       |

| Mjesto | Država                 | Plivačice                                                              | Vrijeme (min) |
| ------ | ---------------------- | ---------------------------------------------------------------------- | ------------- |
| 1.     | Francuska              | Laure Manaudou, Coralie Balmy, Mylene Lazare, Alena Popchanka          | 7:52,09       |
| 2.     | Ujedinjeno Kraljevstvo | Joanne Jackson, Melanie Marshall, Ellen Gandy, Caitlin McClatchey      | 7:52,36       |
| 3.     | Italija                | Alice Carpanese, Federica Pellegrini, Alessia Filippi, Renata Spagnolo | 7:55,69       |

### 4x100 m mješovito
| Mjesto | Država   | Plivači                                                                              | Vrijeme (min) |
| ------ | -------- | ------------------------------------------------------------------------------------ | ------------- |
| 1.     | Rusija   | Arkadi Arkadjewitsch Wjattschanin, Grigory Falko, Evgeny Korotyshkin, Andrey Grechin | 3:34.25       |
| 2.     | Hrvatska | Gordan Kožulj, Vanja Rogulj, Mario Todorović, Duje Draganja                          | 3:36.32       |
| 3.     | Švedska  | Simon Sjoedin, Jonas Andersson, Lars Frölander, Stefan Nystrand                      | 3:36.85       |

| Mjesto | Država                 | Plivačice                                                                 | Vrijeme (min) |
| ------ | ---------------------- | ------------------------------------------------------------------------- | ------------- |
| 1.     | Ujedinjeno Kraljevstvo | Elizabeth Simmonds, Kate Haywood, Jemma Lowe, Francesca Halsall           | 3:59.332      |
| 2.     | Rusija                 | Anastasia Zueva, Yuliya Efimova, Natalia Sutyagina, Daria Belyakina       | 4:00.473      |
| 3.     | Nizozemska             | Hinkelien Schreuder, Jolien Van Valkengoed, Inge Dekker, Marleen Veldhuis | 4:04,414      |